# نورآتش (۱۹۶۴ فیلم)
نور آتش (به انگلیسی: Firelight)، یک فیلم ماجراجویی علمی‌تخیلی محصول سال ۱۹۶۴ به کارگردانی استیون اسپیلبرگ در سن ۱۷ سالگی است. این فیلم با بودجه‌ای ۵۰۰ دلاری و به صورت دیالوگی ساخته شده‌است. اولین موفقیت تجاری اسپیلبرگ در دنیای سینمای محلی با این فیلم بود، با سود تنها $۱. اسپیلبرگ در این باره گفته‌است که؛ «من آن شب رسیدها را شمارش می‌کردم، و ما هر بلیت را یک دلار عرضه می‌کردیم. پانصد نفر آن شب به تماشای فیلم آمدند و من فکر می‌کنم یک نفر آن شب، برای یک بلیت ۲ دلار پرداخته بود، زیرا تنها سود فیلم ۱ دلار شد، و اینگونه بود.»
با اینکه نورآتش اولین فیلم اسپیلبرگ است، اما اولین تجربهٔ کامل او در دنیای کارگردانی قلمداد نمی‌شود. اولین فیلم بلند وی به عنوان تجربهٔ کارگردانی، فیلم دوئل است. اگرچه طولانی‌ترین تجربهٔ فرم او، مربوط به قسمت‌هایی از سریال‌های به نام بازی و لس آنجلس ۲۰۱۷ است.
دو حلقه از فیلم نورآتش، امروز از بین رفته‌است. اسپیلبرگ برای سومین فیلم مهم خود، برخورد نزدیک از نوع سوم در سال (۱۹۷۷) به اینگونه موضوعات سینمایی خود بازگشت.

## طرح داستان
فیلم فروغ  آتش داستان گروهی از دانشمندان را دنبال می‌کند ــ به‌ویژه تونی کارچر و هاوارد ریچاردز، که به یوفو باور دارد ــ در حالی که آن‌ها در حال تحقیق دربارهٔ مجموعه‌ای از نورهای رنگی در آسمان و ناپدید شدن انسان‌ها، حیوانات و اشیاء از شهر خیالی «فریپورت» در ایالت آریزونا هستند. در میان ربوده‌شدگان، یک سگ، یک واحد نظامی و دختربچه‌ای به نام «لیزا» هستند؛ ربوده‌شدن لیزا باعث حملهٔ قلبی مادرش می‌شود.
فیلم دارای داستان‌های فرعی‌ای است از جمله تنش‌های زناشویی میان کارچر و همسرش «دبی»، و جست‌وجوی وسواس‌گونهٔ ریچاردز برای قانع‌کردن سیا به وجود حیات فرازمینی. پیچش داستانی زمانی آشکار می‌شود که بیگانگان ــ که در قالب سه سایه نمایان می‌شوند ــ هدفشان را فاش می‌کنند: انتقال شهر فریپورت به سیارهٔ خودشان، «آلتاریس»، برای ایجاد یک باغ‌وحش انسانی.